# Dominik Oesterreicher

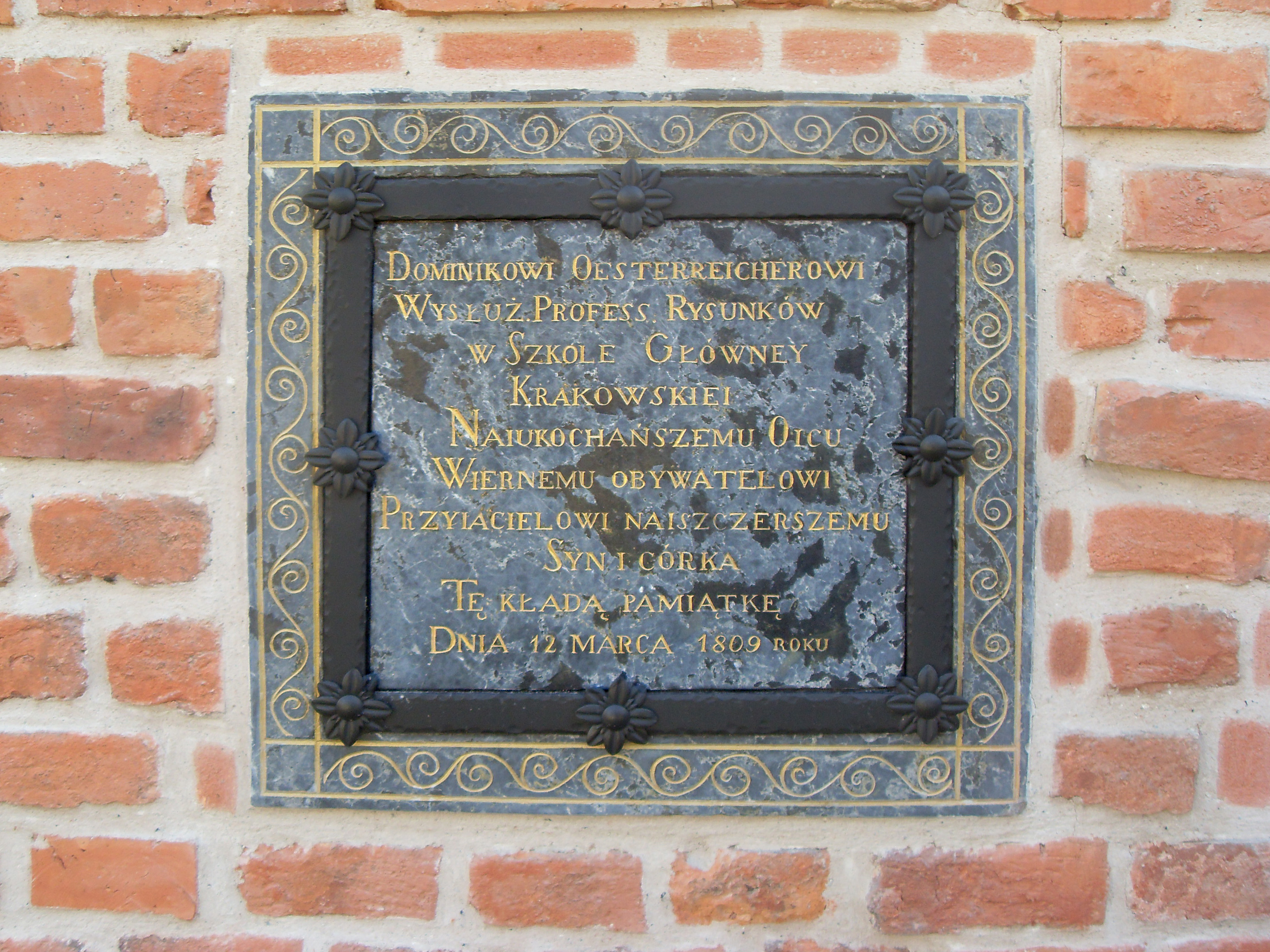
Epitaph Dominik Oesterreicher am Rakowicki-Friedhof in Krakau

Dominik Oesterreicher (* vor 2. August 1750 in Iglau, Mähren; † 12. März 1809 in Krakau) war ein österreichischer Maler und Professor an der Jagiellonischen Universität Krakau sowie Stammvater der Krakauer Gelehrtenfamilie Estreicher.

## Leben
Dominik Oesterreicher entstammte einer mährischen Kaufmannsfamilie. Nach dem Studium der Malerei in Wien und in Italien war er am Hofe des polnischen Königs Stanislaus II. August Poniatowski in Warschau tätig. Bereits während seines Studiums hatte er den einflussreichen Theologen und Politiker Hugo Kołłątaj kennengelernt, der ein Vertreter der polnischen Aufklärung war. Er hatte ihm 1777 einen Lehrstuhl für Malerei in Krakau angeboten, den er jedoch erst 1782 übernahm, nachdem Hugo Kołłątaj dort Rektor geworden war.  
Neben seiner Lehrtätigkeit schuf Dominik Oesterreicher Bilder religiösen und historischen Inhalts, die sich in den Sammlungen von Collegium Maius (Krakau) und der Krakauer Gesellschaft der Freunde der Bildenden Künste befinden. Zudem beschäftigte er sich mit der Lepidopterologie.
Dominik Oesterreicher war mit Rosalie geborene Prakesch verheiratet. Der Ehe entstammten zwölf Kinder, von denen nur zwei das Erwachsenenalter erreichten: Tochter Klara und Sohn Alois, Botaniker und Professor sowie Rektor der Krakauer Universität.